# Park Drive £2000
Park Drive £2000 var en professionell inbjudningsturnering i snooker som spelades fyra gånger under åren 1971-1972, en gång på hösten och en gång på våren varje år. Som namnet antyder var prissumman 2000 brittiska pund.

## Format
Fyra spelare bjöds in till varje turnering. Varje spelare mötte var och en av de övriga sammanlagt tre gånger, så att alla hade spelat nio matcher när gruppen var färdigspelad. Därefter möttes de två bästa i final, som sändes av BBC. Matcherna avgjordes på snookerklubbar och var spridda över hela England.
John Spencer och John Pulman deltog i alla fyra turneringarna. Ray Reardon, som inte hade kunnat delta i den första på grund av en turné i Sydafrika, deltog från och med den andra. Dessutom deltog Rex Williams, Gary Owen och Alex Higgins i någon av turneringarna. I 1972 års vårturnering gjorde Ray Reardon ett break på 146, vilket var det högsta någonsin i tävlingssammanhang, ett rekord som stod sig till 1979 då John Spencer gjorde 147 i Holsten Lager International.
Efter 1972 beslöt sig Park Drive att istället sponsra VM, och lade ned Park Drive £2000.

## Vinnare
| År   | Vinnare      | Motståndare  | Resultat |
| ---- | ------------ | ------------ | -------- |
| 1971 | John Spencer | Rex Williams | 4 - 1    |
| 1971 | Ray Reardon  | John Spencer | 4 - 3    |
| 1972 | John Spencer | Alex Higgins | 4 - 3    |
| 1972 | John Spencer | Alex Higgins | 5 - 3    |